# لي وولونغ
لي وولانغ (باليابانية: 雷 武龍، بالروماجي: Rei Ūron) خلال تيكن 2 وتيكن 3، كان شرطياً محترماً (أو الشرطي الخارق) الذي قام بوضع عدد لايحصى من المجرمين خلف القضبان. وكما يحمل مارشال لاو شبهاً ببروس لي، فإن ليه يملك مشابهة شديدية لجاكي شان الذي يقوم بدور الشرطي الخارق في بعض أفلامه. كان ليه مكلفاً بمهمة التحقيق في قضية اصطياد وبيع الحيوانات المهددة بالانقراض التي يقوم بها كازويا ميشيما خلال تيكن 2 وواجه بروس إرفن، الذي كان يعمل تحت إمرة كازويا ميشيما. تغلب ليه على بروس، الذي هرب في طائرة، لكنها تحطمت.
في تيكن 4، خطط ليه للقبض على نينا ويليامز، التي أُرسلت من قبل المافيا لقتل ستيف فوكس، من أجل استرجاع سمعته المتراجعة. استطاع ليه اللحاق بنينا ومنعها من قتل ستيف، لكنه لم يستطع منعها من الهروب من خلال النافذة. أثناء مطاردته لنينا، كان ليه يملك مسدساً، لكن ستيف تدخل وأنقذ نينا بإيقاع ليه أرضاً. لكنه أوقف المنظمة التي أرسلت نينا، وصار مشهوراً.
دخل ليه بطولة ملك القبضة الحديدية 5 للبحث عن فينغ ويه، الذي قام بتدمير العديد من الدوجو في الصين واليابان. كانت أسكا كازاما تبحث عن فينغ لأنه كان على وشك أن يقتل والدها، الذي كان يملك إحدى الدوجو التي دمرها فينغ. أخبر ليه أسكا أن فينغ قد يشارك في بطولة ملك القبضة الحديدية الخامسة. كان ليه أيضاً يريد تدمير ميشيما زايباتسو مع ستيف فوكس.
أثناء مطاردته لفينغ ويه بسبب هجوماته الإجرامية، أرسل الجيش ليه إلى اليابان. حيث مسار نحو فينغ ويه لم يكن ناجحاً، كان ليه عاجزاً ورجع إلى هونغ كونج. وحيث إن الصين كانت في حالة من الفوضى وأعمال الشغب المطلق التي تحصل في كثير من الأحيان، نما ليه بفارغ الصبر. عرف ليه السبب الحقيقي لأحداث الشغب كانت بسبب ميشيما زايباتسو. في محاولته للقبض على جين كازاما، دخل ليه بطولة ملك القبضة الحديدية السادسة.
أسلوب قتال ليه وولونغ هي كونغ فو مسمى: كونغ فو الحيوانات الخمسة. الأسلوب يحتوي على عناصر: اليغور، الكركي، النمر، الأفعى والتنين. ليه يمتلك أيضاً بعض المهارات من ملاكمة السكران (القبضة السكرانة). شخصية ليه وولونغ مستوحاة من شخصية المقاتل والنجم السينمائي جاكي شان.
ظهر ليه وولونغ في فيلم تيكن: بلد فنجنس، ظهر ليه في هاتف شاويو مرسلاً لها رسالة يخبرها فيها أن هيهاتشي ميشيما لم يُتحقَق من موته.

## الخلفية
مثلما يمثل مارشال لاو تشابه مع بروس لي، لي يمثل تشابه قوي مع جاكي شان.

## وصلات خارجية
- تيكن ويكي
- تيكنبيديا الإنجليزية نسخة محفوظة 3 نوفمبر 2013 على موقع واي باك مشين.